# حفنة تراب (فلم)
حفنة تراب هو فيلم من نوع دراما أُصدر في 1988. الفيلم من توزيع نيو لاين سينما، وهو من إخراج وسيناريو Charles Sturridge ‏.

## القصة
تقع أحداث الفيلم في البرازيل.

## طاقم التمثيل
- أليك غينيس
- أنجيليكا هيوستن
- ستيفن فراي
- كريستين سكوت توماس
- جودي دينش
- جراهام سروودين
- بيتي إدني
- روبرت غريفز
- James Wilby [الإنجليزية]‏
- ريتشارد لى

## الإنتاج
موسيقى الفيلم التصويرية كانت من تأليف جورج فنتون.

## وصلات خارجية
- مقالات تستعمل روابط فنية بلا صلة مع ويكي بيانات